# Unione Sportiva Lucchese Libertas 1939-1940
Questa voce raccoglie le informazioni riguardanti l'Unione Sportiva Lucchese Libertas nelle competizioni ufficiali della stagione 1939-1940.

## Stagione
La Lucchese mancò l'immediato ritorno in Serie A a causa del crollo nelle ultime giornate. Fu in vetta solitaria dalla ventiquattresima alla ventinovesima giornata ma nelle ultime cinque partite conquistò solo due punti (una vittoria e ben quattro sconfitte) subendo così il sorpasso di Atalanta e Livorno (entrambe promosse in Serie A). Chiuse il campionato di Serie B al terzo posto, a soli due punti dalla zona promozione.
In Coppa Italia fu eliminata al terzo turno dal Livorno.

## Rosa
| N. |                   | Ruolo | Calciatore         |
| -- | ----------------- | ----- | ------------------ |
|    | Italia (bandiera) | D     | Erminio Asin       |
|    | Italia (bandiera) | A     | Carlo Azzimonti    |
|    | Italia (bandiera) | C     | Egidio Capra       |
|    | Italia (bandiera) | C     | Piero Colli        |
|    | Italia (bandiera) | A     | Elpidio Coppa      |
|    | Italia (bandiera) | A     | Dante Di Benedetti |
|    | Italia (bandiera) | A     | Guido Dossena      |
|    | Italia (bandiera) | A     | Lamberto Lippi     |
|    | Italia (bandiera) | D     | Luigi Olasi        |

| N. |                    | Ruolo | Calciatore            |
| -- | ------------------ | ----- | --------------------- |
|    | Brasile (bandiera) | C     | Luís Atílio Pennacchi |
|    | Italia (bandiera)  | D     | Ivo Pescini           |
|    | Italia (bandiera)  | D     | Achille Piccini       |
|    | Italia (bandiera)  | C     | Elia Puccini          |
|    | Italia (bandiera)  | P     | Giovanni Tavoletti    |
|    | Italia (bandiera)  | C     | Massimiliano Zandali  |
|    | Italia (bandiera)  | C     | Arialdo Malfatti      |
|    | Italia (bandiera)  |       | Josè Paolinelli       |
|    | Italia (bandiera)  | A     | Renzo Pini            |

## Risultati

### Serie B

#### Girone di andata
| Arbitro: | Dellarole (Vercelli) |

|        |           |                     |
| Busoni | Marcatori | Zandali Capra Cappa |

| Arbitro: | Rizzo (Messina) |

|                             |           |                |
| Capra Passalacqua ?’ (aut.) | Marcatori | Romano Gambini |

| Arbitro: | Soliani (Genova) |

|                   |           |                     |
| Marini 52’ (rig.) | Marcatori | 32’ Colli 89’ Coppa |

| Arbitro: | Fois (Roma) |

|                                   |           |                  |
| Di Benedetti Zandali Colli ?’, ?’ | Marcatori | Cappello Bedosti |

| Arbitro: | Carminati (Milano) |

|                      |           |                 |
| Stua ?’, ?’ Viani II | Marcatori | ?’ (rig.) Colli |

| Arbitro: | Camiolo (Milano) |

|                                   |           |  |
| Di Benedetti Azimonti Coppa Capra | Marcatori |  |

| Arbitro: | Biancone (Roma) |

|         |           |              |
| Ciferri | Marcatori | Di Benedetti |

| Lucca 5 novembre 1939 8ª giornata | Lucchese    | 0 – 0 referto | Pro Vercelli | \| Arbitro: \| Fois (Roma) \| |
| Arbitro:                          | Fois (Roma) |               |              |                               |

| Arbitro: | Tonnetti (Roma) |

|        |           |       |
| Celant | Marcatori | Capra |

| Arbitro: | Coletti (Treviso) |

|                        |           |              |
| Ravizzoli Violi ?’, ?’ | Marcatori | Di Benedetti |

| Arbitro: | Neri (Vicenza) |

|                    |           |  |
| Colli Di Benedetti | Marcatori |  |

| Arbitro: | Rosso (Torino) |

|       |           |         |
| Crola | Marcatori | Zandali |

| Arbitro: | Ciamberlini (Sampierdarena) |

|               |           |          |
| Zandali Colli | Marcatori | Grazioli |

| Arbitro: | Fois (Roma) |

|                                      |           |       |
| Ciancamerla ?’ (rig.) Vecchi Gaddoni | Marcatori | Capra |

| Arbitro: | Bertolio (Torino) |

|                                              |           |  |
| Colli Di Benedetti ?’, ?’ Coppa ?’, ?’ Capra | Marcatori |  |

| Arbitro: | Coletti (Treviso) |

|              |           |  |
| Di Benedetti | Marcatori |  |

| Arbitro: | Gnocchini (Roma) |

|          |           |              |
| Zuccotti | Marcatori | Di Benedetti |

#### Girone di ritorno
| Arbitro: | Gemini |

|             |           |      |
| Colli Capra | Marcatori | Masi |

| Arbitro: | Camiolo (Milano) |

|         |           |       |
| Gambini | Marcatori | Lippi |

| Arbitro: | Gamba (Napoli) |

|                                         |           |                    |
| Coppa Di Benedetti ?’, ?’ Piccini Capra | Marcatori | ?’ (rig.) Anastasi |

| Arbitro: | Fois (Roma) |

|                    |           |                     |
| Cappello ?’ (rig.) | Marcatori | ?’, ?’ Di Benedetti |

| Arbitro: | Galeati (Bologna) |

|              |           |  |
| Di Benedetti | Marcatori |  |

| Vigevano 17 marzo 1940 23ª giornata | Vigevano             | 0 – 0 referto | Lucchese | \| Arbitro: \| Ciamberlini (Genova) \| |
| Arbitro:                            | Ciamberlini (Genova) |               |          |                                        |

| Arbitro: | Zelocchi (Modena) |

|                   |           |  |
| Azin Di Benedetti | Marcatori |  |

| Arbitro: | Salvatori (Roma) |

|                                                      |           |             |
| Salati Pizzala ?’, ?’ Ottino Pozzo Pescini ?’ (aut.) | Marcatori | Capra Colli |

| Arbitro: | Fois (Roma) |

|                          |           |                           |
| Colli Coppa Lippi ?’, ?’ | Marcatori | Costenaro Icardi Di Falco |

| Arbitro: | Rossi (Milano) |

|                           |           |          |
| Colli Di Benedetti ?’, ?’ | Marcatori | Di Bella |

| Arbitro: | Mantovani (Ferrara) |

|  |           |       |
|  | Marcatori | Lippi |

| Arbitro: | Gamba (Napoli) |

|                              |           |  |
| Di Benedetti ?’, ?’, ?’ Pini | Marcatori |  |

| Arbitro: | Moretti (Genova) |

|     |           |  |
| Gei | Marcatori |  |

| Arbitro: | Mattea (Torino) |

|              |           |                 |
| Di Benedetti | Marcatori | ?’, ?’ Pagliano |

| Arbitro: | Pirovano (Monza) |

|                  |           |  |
| D'Odorico Degano | Marcatori |  |

| Arbitro: | Zelocchi (Modena) |

|                                   |           |  |
| Cerutti Rosso ?’, ?’ Parodi Fibbi | Marcatori |  |

| Arbitro: | Caraglio |

|               |           |                 |
| Coppa Puccini | Marcatori | ?’ (aut.) Olasi |

### Coppa Italia
| Arbitro: | Moretti (Genova) |

|  |           |          |
|  | Marcatori | Viani II |

## Statistiche

### Statistiche di squadra
| Competizione | Punti | In casa | In casa | In casa | In casa | In casa | In casa | In trasferta | In trasferta | In trasferta | In trasferta | In trasferta | In trasferta | Totale | Totale | Totale | Totale | Totale | Totale | DR  |
| Competizione | Punti | G       | V       | N       | P       | Gf      | Gs      | G            | V            | N            | P            | Gf           | Gs           | G      | V      | N      | P      | Gf     | Gs     | DR  |
| ------------ | ----- | ------- | ------- | ------- | ------- | ------- | ------- | ------------ | ------------ | ------------ | ------------ | ------------ | ------------ | ------ | ------ | ------ | ------ | ------ | ------ | --- |
| Serie B      | 44    | 17      | 14      | 2       | 1       | 45      | 14      | 17           | 4            | 6            | 7            | 18           | 31           | 34     | 18     | 8      | 8      | 63     | 45     | +18 |
| Coppa Italia |       | 1       | 0       | 0       | 1       | 0       | 1       | -            | -            | -            | -            | -            | -            | 1      | 0      | 0      | 1      | 0      | 1      | -1  |
| Totale       |       | 18      | 14      | 2       | 2       | 45      | 15      | 17           | 4            | 6            | 7            | 18           | 31           | 35     | 18     | 8      | 9      | 63     | 46     | +17 |

### Statistiche dei giocatori
| Giocatore       | Serie B  | Serie B | Coppa Italia | Coppa Italia | Totale   | Totale |
| Giocatore       | Presenze | Reti    | Presenze     | Reti         | Presenze | Reti   |
| --------------- | -------- | ------- | ------------ | ------------ | -------- | ------ |
| E. Asin         | 34       | 1       | 1            | 0            | 35       | 1      |
| C. Azzimonti    | 27       | 1       | 1            | 0            | 28       | 1      |
| Cagna           | -        | -       | 1            | 0            | 1        | 0      |
| E. Capra        | 34       | 7       | 1            | 0            | 35       | 7      |
| P. Colli        | 31       | 10      | -            | -            | 31       | 10     |
| E. Coppa        | 28       | 10      | 1            | 0            | 29       | 10     |
| D. Di Benedetti | 34       | 21      | 1            | 0            | 35       | 21     |
| G. Dossena      | 16       | 0       | -            | -            | 16       | 0      |
| L. Lippi        | 20       | 4       | -            | -            | 20       | 4      |
| L. Olasi        | 17       | 0       | -            | -            | 17       | 0      |
| L. Pennacchi    | 19       | 1       | 1            | 0            | 20       | 1      |
| I. Pescini      | 17       | 0       | 1            | 0            | 18       | 0      |
| A. Piccini      | 24       | 1       | 1            | 0            | 25       | 1      |
| R. Pini         | 5        | 1       | -            | -            | 5        | 1      |
| E. Puccini      | 20       | 1       | -            | -            | 20       | 1      |
| G. Tavoletti    | 34       | -45     | 1            | -1           | 35       | -46    |
| M. Zandali      | 14       | 4       | 1            | 0            | 15       | 4      |